# Pawieł Chałkiopow
Pawieł Wasiljewicz Chałkiopow (ur. 1905, zm. 1968) – radziecki piłkarz, trener piłkarski oraz żołnierz II wojny światowej.

## Życiorys
W latach 20. i 30. grał w piłkę nożną w moskiewskich drużynach SKŁ i CDKA. W 1936 trener CDKA Moskwa w rozgrywkach Mistrzostw ZSRR. Uczestnik walk frontu wschodniego II wojny światowej.
W latach 1951–1952 kierownik Wydziału Kultury i Sportu Centralnego Domu Armii Radzieckiej.